# Ariwara no Narihira
Ariwara no Narihira (在原業平?   825 - 9 de julio de 880) fue un poeta y aristócrata japonés. Fue uno de los seis poetas del estilo waka mencionados en el prefacio de Kokin Wakashū por Ki no Tsurayuki y ha sido mencionado como el héroe en Los Cuentos de Ise, ya que el protagonista era un personaje común al cual se le atribuyeron sus aventuras románticas a Narihira. 

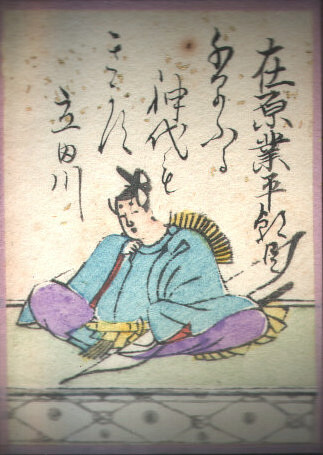
Ariwara no Narihira, en el Ogura Hyakunin Isshu.

Era el quinto hijo del Príncipe Abo, hijo del Emperador Heizei. Su madre, la Princesa Ito, fue hija del Emperador Kammu por lo tanto esto le unió a la línea del jerarca de manera tanto maternal como paternal. Junto a sus hermanos, fue relegado a una vida común de civil recibiendo un nuevo nombre de clan, Ariwara. 
Aunque perteneció al linaje más noble, su vida política no fue prominente, especialmente bajo el régimen del Emperador Montoku. Durante los 30 años de poder del mismo, Narihira no fue promovido a un rango superior dentro de la corte. Este hecho probablemente fue causado por un escándalo involucrándolo con Fujiwara no Takaiko y una dama consorte imperial. Ambos affairs se relatan en Los Cuentos de Ise.